# Корідзе Вахтанг Іонович
Вахтанг Корідзе (груз. ვახტანგ ქორიძე; нар. 24 грудня 1949, Батумі, Грузинська РСР, СРСР) — радянський футболіст, що грав на позиції півзахисника. Чемпіон і володар кубка СРСР. Почесний громадянин Батумі.

## Спортивна кар'єра
Вихованець дитячо-юнацької спортивної школи батумського «Динамо». За основний склад виступав три сезони, провів 104 лігових матчів (6 забитих м'ячів).
Своєю грою привернув увагу керівництва «одноклубників» зі столиці Грузії, але за два неповних роки так і не зміг закріпитися у команді. В чемпіонаті провів лише два матчі: 25 листопада 1969 року — проти київського «Динамо» (перемога 2:0) і 20 травня 1970 року — проти ташкентського «Пахтакора» (перемога 4:0).
Повернувся до Батумі. Чотири з половиною роки захищав кольори місцевого «Динамо», яке після реорганізації чемпіонату СРСР виступало у закавказькій групі другої ліги.
Вдруге, гравцем тбіліського «Динамо» став у 1975 році. У першому сезоні виконав норматив на звання «Майстер спорту» (разом з одноклубниками Учою Кантарія, Нодаром Хізанішвілі і Теймуразом Есебуа). Протягом наступних років отримав медалі за перше, друге і два третіх місця в чемпіонаті. У кубку СРСР — дві перемоги і поразка у фіналі 1980 року (від донецького «Шахтаря»). Увесь час, Вахтанг Корідзе, був гравцем основного складу. Протягом 1977—1978 років брав участь у всіх офіційних матчах команди (60 — у чемпіонаті, 7 — у кубку, 10 — у кубку УЄФА).
У складі національної команди дебютував 28 березня 1979 року. У Сімферополі радянські футболісти здобули перемогу над командою Болгарії з рахунком 3:1 (відзначилися: Олег Блохін, Рамаз Шенгелія, Юрій Гаврилов — Павел Панов). Протягом наступних двох місяців провів ще три гри у складі збірної СРСР: кваліфікаційну на чемпіонат Європи 1980 року — проти Угорщини (нічия 2:2) і дві товариські — проти команд Швеції (2:0) та Чехословаччини (3:0). У поєдинку з чехословаками відкрив рахунок на 17 хвилині матчу.
Того ж року, у складі збірної Грузинської РСР, виступав на Спартакіаді народів СРСР. Грузинська команда, сформована виключно з гравців тбіліського «Динамо», здобула срібні нагороди турніру.
Через певні обставини пропустив значну частину сезону 1980 року. Восени брав участь у двох матчах розіграшу Кубка володарів кубків проти грецької «Касторії» й ірландського «Уотерфорда». Навесні наступного року тбіліські «динамівці» здобудуть перший у своїй історії єврокубковий трофей, але на той час Вахтанг Корідзе вже захищав кольори «Гурії» з Ланчхуті. У своєму останньому сезоні провів 26 матчів і забив 3 голи у першій лізі чемпіонату СРСР.

## Досягнення
- Володар Кубка володарів кубків (1): 1981
- Чемпіон СРСР (1): 1978
- Срібний призер (1): 1977
- Бронзовий призер (2): 1976 (весна), 1976 (осінь)
- Володар Кубка СРСР (2): 1976, 1979
- Фіналіст Кубка СРСР (1): 1980
- Срібний призер Спартакіади народів СРСР (1): 1979

## Статистика
Статистика клубних виступів:
| Сезон             | Команда            | Чемпіонат | Чемпіонат | Чемпіонат | Кубок | Кубок | Єврокубки | Єврокубки | Єврокубки |
| Сезон             | Команда            | Л         | І         | Г         | І     | Г     | Т         | І         | Г         |
| ----------------- | ------------------ | --------- | --------- | --------- | ----- | ----- | --------- | --------- | --------- |
| 1967              | «Динамо» (Батумі)  | Д-2       | 32        | 2         |       |       | —         | —         | —         |
| 1968              | «Динамо» (Батумі)  | Д-2       | 40        | 1         | 1+    | 0     | —         | —         | —         |
| 1969              | «Динамо» (Батумі)  | Д-2       | 32        | 3         |       |       | —         | —         | —         |
| 1969              | «Динамо» (Тбілісі) | Д-1       | 1         | 0         | —     | —     | —         | —         | —         |
| 1970              | «Динамо» (Тбілісі) | Д-1       | 1         | 0         | —     | —     | —         | —         | —         |
| 1970              | «Динамо» (Батумі)  | Д-3       | 14        | 6         | —     | —     | —         | —         | —         |
| 1971              | «Динамо» (Батумі)  | Д-3       |           | 1         | —     | —     | —         | —         | —         |
| 1972              | «Динамо» (Батумі)  | Д-3       |           | 1         | —     | —     | —         | —         | —         |
| 1973              | «Динамо» (Батумі)  | Д-3       |           |           | —     | —     | —         | —         | —         |
| 1974              | «Динамо» (Батумі)  | Д-3       |           | 1         | —     | —     | —         | —         | —         |
| 1975              | «Динамо» (Тбілісі) | Д-1       | 29        | 4         | 4     | 2     | —         | —         | —         |
| 1976              | «Динамо» (Тбілісі) | Д-1       | 14        | 2         | 4     | 2     | КК        | 1         | 0         |
| 1976              | «Динамо» (Тбілісі) | Д-1       | 12        | 1         | 4     | 2     | КК        | 1         | 0         |
| 1977              | «Динамо» (Тбілісі) | Д-1       | 30        | 4         | 1     | 0     | КУ        | 6         | 0         |
| 1978              | «Динамо» (Тбілісі) | Д-1       | 30        | 8         | 6     | 1     | КУ        | 4         | 0         |
| 1979              | «Динамо» (Тбілісі) | Д-1       | 22        | 2         | 6     | 1     | КЧ        | 3         | 0         |
| 1980              | «Динамо» (Тбілісі) | Д-1       | 6         | 1         | 5     | 1     | КК        | 2         | 0         |
| 1981              | «Гурія» (Ланчхуті) | Д-2       | 26        | 3         | —     | —     | —         | —         | —         |
| Усього за кар'єру | Усього за кар'єру  | Д-1       | 145       | 22        | 27    | 7     | —         | 16        | 0         |

Статистика виступів за збірну:
| Дата       | Місто       | Господарі | Результат | Гості          | Турнір            | Голи | Примітки |
| ---------- | ----------- | --------- | --------- | -------------- | ----------------- | ---- | -------- |
| 28/03/1979 | Сімферополь | СРСР      | 3 – 1     | Болгарія       | товариський матч  | -    |          |
| 23/05/1979 | Тбілісі     | СРСР      | 2 – 0     | Швеція         | товариський матч  | -    | 70'      |
| 23/05/1979 | Mosca       | СРСР      | 3 – 0     | Чехословаччина | товариський матч  | 1    |          |
| 23/05/1979 | Тбілісі     | СРСР      | 2 – 2     | Угорщина       | Відбір до ЧЄ 1980 | -    | 70'      |
| Усього     |             | Матчів    | 4         |                | Голів             | 1    |          |